# Dedina Mládeže
Dedina Mládeže es un municipio del distrito de Komárno en la región de Nitra, Eslovaquia, con una población estimada a final del año 2024 de 415 habitantes.
Se encuentra ubicado al suroeste de la región, cerca de los ríos Danubio y Váh, y de la frontera con Hungría.

## Demografía
| Año        | 1994 | 2004    | 2014    | 2024    |
| ---------- | ---- | ------- | ------- | ------- |
| Población  | 527  | 499     | 454     | 415     |
| Diferencia |      | −5,31 % | −9,01 % | −8,59 % |

| Año        | 2023 | 2024    |
| ---------- | ---- | ------- |
| Población  | 424  | 415     |
| Diferencia |      | −2,12 % |